# Дыхание (фильм, 1989)
«Дыхание» — советский фильм 1989 года снятый на киностудии «Арменфильм» режиссёром Альбертом Мкртчяном.

## Сюжет
Промышленный комбинат сбросами загрязняет озеро Севан. Общественность требует закрыть вредное производство. Ответственный работник, в ведении которого находится комбинат, понимает требования защитников природы, но не решается на конфликт с руководством.

## В ролях
- Хорен Абрамян — Арам Карпович
- Галя Новенц — Гаяна, жена Арама
- Алла Туманян — Анаит
- Армина Довлатян — тёща Арама
- Хачик Назаретян — Асоян
- Азат Гаспарян — Гарник
- Виген Чалдранян — Виген
- Левон Шарафян — Левон
- Юрий Амирян — Азат Еремович
- Жанна Блбулян — секретарша
- Армен Сантросян — бухгалтер
- Генрих Алавердян — водитель
- Виген Степанян — сотрудник

## Критика
Снятый в период «перестройки» фильм носил характерные черты: как писал С. Г. Асмикян, режиссёр «был вынужден своего „застойного“ героя бросить в один из кругов Театральной площади», показывая его продуктом старой системы, но при этом критикую не только «старую» власть, но и пришедшую ей на смену «новую», что отмечали и другие критики:

Автор фильма «Дыхание» Альберт Мкртчян вместе с мощным, умеющим сыграть всё и про всё актёром Хореном Абрамяном нащупывает очень точный тип личности, не способной преодолеть себя, живущей по инерции благодатного застойного времени. Рушатся нужные связи, но остаются ненужные зависимости, слетают высокие покровители, но благоденствуют такие же, если не хуже, их восприемники. И мечется горемычный Арам Карпыч между митингами на ереванской Театральной площади и жестким указанием, исполняя которое, он тем самым продолжает гробить озеро Севан.— Валерий Туровской, «Советский экран», № 4, 1990 год